# Gyrodactylus lenoki
Gyrodactylus lenoki är en plattmaskart. Gyrodactylus lenoki ingår i släktet Gyrodactylus och familjen Gyrodactylidae. Inga underarter finns listade i Catalogue of Life.